# Romeo Turola
Romeo Turola (Badia Polesine, 27 novembre 1832 – Badia Polesine, 25 ottobre 1876) è stato un patriota e militare italiano che partecipò alla Spedizione dei Mille.

## Biografia
Nacque a Badia Polesine (provincia di Rovigo) il 27 novembre 1832, figlio di Felice e Annetta Baviera. Emigrò dal Veneto, allora parte del Regno Lombardo-Veneto controllato dall'Impero austriaco, e nel 1859 prese parte alla seconda guerra d'indipendenza italiana, inquadrato nei Cacciatori delle Alpi, ma la cosa non e certa. 
L'anno successivo partecipò alla spedizione dei Mille, condotta da Giuseppe Garibaldi, inquadrato nella 6ª Compagnia, raggiungendo il grado di sottotenente. Alla fine della campagna militare, come tutti i veneti o trentini che si erano impegnati in essa, non poté rientrare in Veneto e non poté neanche diventare cittadino italiano. Si stabilì a Ferrara insieme al cugino Pasquale Turola, anch'egli dei Mille. Lavorò come commesso di negozio, ben sorvegliato dalla polizia in quanto considerato un sovversivo benché di condotta morale e politica irreprensibile a causa della condotta del proprio del cugino, agitatore del Partito d'Azione e considerato pericoloso per l'ordine pubblico.
Ritornò con Garibaldi nel 1867, inquadrato nel 4º Reggimento Volontari Italiani partecipando alla Campagna dell'Agro romano per la liberazione di Roma con il grado di tenente.
Poco tempo dopo ritornò a Badia Polesine dove si spense il 25 ottobre 1876.

### Annotazioni
1. ↑  A tal punto che nel 1864 Pasquale fu trasferito di forza da Ferrara ad Asti.

### Fonti
1. 1 2 3 4 5  Altervista.
2. 1 2  De Marchi 2011, p. 109.